# Chlamydopsis convexa
Chlamydopsis convexa är en skalbaggsart som beskrevs av Michael S. Caterino 2003. Chlamydopsis convexa ingår i släktet Chlamydopsis och familjen stumpbaggar. Inga underarter finns listade i Catalogue of Life.